# The Edge Of Everything
The Edge Of Everything è un album discografico della cantante italiana Greta Panettieri aka Greta's Bakery pubblicato nel 2010 dalla Decca/UMG.

## Il disco
Nel primo album, il talentuoso trio nato a New York e conosciuto come Greta's Bakery, riesce a dipingere, su una tela di formazioni diverse ma con una chimica creativa comune, un primo disco molto riuscito e avvincente.
I tre musicisti e compositori che formano il gruppo, la cantante Greta Panettieri, il bassista Mike LaValle e il pianista Andrea Sammartino, miscelano una ricchezza di influenze ed esperienze in un vibrante ed eclettico mix di jazz/pop/funk, sofisticato ma naturalmente orecchiabile.
L'album, contenente 11 canzoni che il gruppo ha co-prodotto con Stewart Lerman,  non si può attribuire facilmente a un tipo di musica, grazie a canzoni memorabili come la contagiosa 'What you see is what you get', l'esotico 'Smoke from Incense', l'ammaliante e dolce-amaro 'Hard to Read' e la bossa nova 'Aurora' che Greta canta in italiano.
Tutto ciò mostra le capacità compositive della band, il vasto talento come strumentisti e le doti nella varietà degli arrangiamenti. In aggiunta al repertorio originale Greta's Bakery interpreta una morbida e profonda Prototype degli 'Outkast', una distintiva interpretazione di una composizione della veterana compositrice Diane Warren 'Useless', la bluseggiante 'If this ain't love' di Steve Christantau e John Beck (riconosciuti per il lavoro fatto nel primo disco di grande successo di Connie Bailey Raye) e 'Se Telefonando' una gemma di Ennio morricone dal repertorio italiano degli anni 60.

## Tracce
1. If This Ain't Love – 3:22 (testo: John Beck – musica: Steve Chrisanthou)
2. What You See is What You Get – 3:16 (testo: Rob Morsberger – musica: Andrea Sammartino Greta Panettieri Mike La Valle)
3. Useless – 3:53 (testo: Dianne Warren – musica: Dianne Warren)
4. Prototype – 3:00 (testo: Andre Benjamin – musica: Andre Benjamin)
5. Edge of everything – 3:49 (testo: Hiten Bharadia – musica: Hiten Bharadia)
6. Se telefonando – 3:46 (testo: Maurizio Costanzo – musica: Ennio Morricone)
7. Pizzicarella – 3:31 (testo: Greta Panettieri – musica: Andrea Sammartino - Mike La Valle)
8. Smoke From Incense – 4:02 (testo: Rob Morsberger – musica: Andrea Sammartino Greta Panettieri Mike La Valle)
9. Aurora – 4:16 (testo: Greta Panettieri – musica: Andrea Sammartino - Mike La Valle)
10. Hard to read – 3:44 (testo: Rob Morsberger – musica: Andrea Sammartino Greta Panettieri Mike La Valle)
11. Give up the ghost – 4:00 (testo: Rob Morsberger – musica: Andrea Sammartino Greta Panettieri Mike La Valle)

## Musicisti
- Greta Panettieri - Voce
- Andrea Sammartino - Pianoforte, Rhodes, Organo Hammond, Sintetizzatori
- Mike La Valle - Basso e chitarra
- Kurtis King - Cori
- Poogie Bell - Batteria
- Aynsley Powell : Batteria su "If this ain't love" e "The edge of everything"
- Sandro Albert - Chitarre
- Piero Masciarelli - Chitarra su "Se telefonando"
- Roslyn Huang - Violino
- Joe Deninzon - Violino
- Itai Kriss - Flauto
- Alessandra Belloni - Percussioni